# Castlejordan (Irlande)
Castlejordan (en irlandais, Caisleán Shiurdáin) est un village et un townland dans le comté de Meath, en Irlande.
Il est situé au sud du comté, près de la frontière avec le comté d'Offaly, au sud de Kinnegad,.
Le township de Castlejordan a une superficie d'environ 2,2 km2 et avait une population de 85 personnes au recensement de 2011.

## Toponymie
Castlejordan tient son nom de Jordan De Courcy, ancêtre de la famille normande de Richard de Courcy. Après la mort de son oncle John De Courcys à Downpatrick, Jordan De Courcy est exilé à Exeter. À son retour en Irlande, il construit le château ,.

## Histoire
Les preuves d'occupation ancienne dans la région se trouvent dans les environs de Kildangan et Harristown, ce sont des ringforts. Une tour médiévale en ruine se trouve dans le village, historiquement associée à la famille Gifford,.
L'église (Church of Ireland) du village (construite vers 1823) est maintenant en grande partie en ruine.
L'église catholique (construite vers 1840) est toujours utilisée, elle est dédiée à la Sainte Trinité (Holy Trinity).

## Équipements et sports
Le village de Castlejordan possède un pub, un bureau de poste et l'église catholique.
L'école primaire locale, Castlejordan Central National School (également connue sous le nom de St Ciarán's NS), comptait 85 élèves en 2020.